# Las Estrellas, Baja California
Las Estrellas är en ort i Mexiko.   Den ligger i kommunen Tijuana och delstaten Baja California, i den nordvästra delen av landet, 2 300 km nordväst om huvudstaden Mexico City. Las Estrellas ligger 223 meter över havet och antalet invånare är 256.
Terrängen runt Las Estrellas är kuperad österut, men västerut är den platt. Runt Las Estrellas är det tätbefolkat, med 913 invånare per kvadratkilometer. Närmaste större samhälle är Tijuana, 6,4 km nordost om Las Estrellas. Runt Las Estrellas är det i huvudsak tätbebyggt.